# Fedor Andrejczuk
Teodor Andrejczuk, albo Fedor Andrejczuk (ur. 1808 w Babińcach, zm. 16 marca 1876 tamże) – ukraiński działacz społeczny, poseł do Sejmu Krajowego Galicji I kadencji (1861–1867), włościanin ze wsi Babińce w powiecie Mielnica.
Wybrany w IV kurii obwodu Czortków, z okręgu wyborczego Borszczów–Mielnica.